# مراقبة التعرض في مكان العمل
هي مراقبة المواد التي تشكل مخاطر كيميائية أو بيولوجية في مكان العمل، وتُجرى في سياق تقييم التعرض في مكان العمل وتقييم المخاطر.
تحلل مراقبة التعرض الموادَ الخطرة في الهواء أو على أسطح مكان العمل، وهي مكملة للرصد الحيوي، الذي يحلل بدلًا من ذلك المواد السامة أو آثارها داخل العمال.
تُستخدم مجموعة واسعة من الأساليب والأجهزة في مراقبة التعرض في مكان العمل.
توفر أدوات القراءة المباشرة بيانات فورية، وتتضمن مؤشرات قياس الألوان مثل أنابيب كاشف الغاز، والأجهزة الإلكترونية مثل أجهزة مراقبة الغاز وعدادات جزيئات الهباء الجوي.
إضافةً إلى ذلك، يمكن جمع العينات وإرسالها إلى المختبر لتحليلها بنحو أبطأ، ولكن أكثر شمولًا غالبًا.

## أدوات القراءة المباشرة

### قياس اللون
تحتوي أجهزة اختبار قياس الألوان على مواد يتغير لونها عند التعرض لمادة معينة.
أنابيب كاشف الغاز هي أنابيب زجاجية مملوءة بمادة حبيبية صلبة، متضمنةً كاشفًا كيميائيًا لتغيير اللون.
تتوفر أنابيب الكاشف لأكثر من 300 غاز، وبخار، وهباء في الهواء. مع تخصيص كل أنبوب لمادة كيميائية واحدة أو عدة مواد.
يمكن تمرير الهواء عبر الأنبوب باستخدام مضخة يدوية أو مضخة هواء تعمل بالطاقة لإجراء قياسات فورية، أو من طريق الانتشار للقياسات طويلة المدى. يُحدَّد التركيز الكيميائي عمومًا استنادًا إلى طول صبغة اللون في الأنبوب، رغم أنه يستخدم كمية قليلة لمقارنة كثافة الصبغة بمخطط اللون، فهي حساسة في مدى النسبة المئوية لأجزاء المليار.
تتضمن تفاعلات تغيير اللون إنتاج اليود الجزيئي، وتفاعلات ترسيب الأملاح المعدنية، وتفاعلات الإضافة المختلفة للمركبات العطرية، وتفاعلات الأكسدة والاختزال، ومؤشرات الأس الهيدروجيني.
قد تحدث تفاعلات كيميائية أخرى قبل تفاعل تغير اللون
على الرغم من كونها سريعة وغير مكلفة، فإنها عمومًا لا تتمتع بالدقة إلا في حدود 20٪، ولديها إمكانية التداخل مع المواد الكيميائية الأخرى، وقد تكون حساسة لدرجة الحرارة.
بالنسبة إلى عوامل الحرب الكيميائية، يمكن استخدام أوراق أو أطقم الكشف المتخصصة وأنابيب قياس الألوان.
بالنسبة إلى العوامل البيولوجية، يمكن أن يشير ورق البروتين وورق الأس الهيدروجيني إلى وجود مادة بيولوجية، في حين يمكن إجراء التطابق باستخدام المقاييس المناعية المحمولة وأنظمة تفاعل البوليميراز المتسلسل شبه المحمولة.

### إلكتروني
تشمل الأدوات الإلكترونية ذات القراءة المباشرة للغازات كاشفات التأين الضوئي، وأجهزة تحليل الأشعة تحت الحمراء، وأجهزة مراقبة الغاز.
بالنسبة إلى الغبار والجسيمات، تشمل الأدوات مقاييس ضوئية للهباء الجوي وعدادات جزيئات التكثيف.
توفر الشاشات الإلكترونية المحمولة قراءات فورية، ولكن يمكن أن تتعرض للتداخل من مركبات مماثلة، ويجب أن يكون المستخدم على دراية كافية لمعايرة الجهاز، وتفسير نتائجه مع مراعاة قيود الجهاز المحدد.
لا تتطلب أجهزة مراقبة الهواء الثابتة وجود مشغل ويمكن تركها تعمل بنحو مستمر.
يمكن تصميم الأدوات الإلكترونية لاكتشاف غاز واحد أو غازات عدة.
قد تكون أجهزة مراقبة الغاز مفردة أو مزدوجة أو متعددة الغازات.
تشمل بعض الأنواع مستشعرات الأكسجين، وأجهزة استشعار قابلية الانفجار للغاز القابل للاحتراق، وأجهزة استشعار الغازات السامة للمواد، متضمنةً أول أكسيد الكربون، وكبريتيد الهيدروجين، وثاني أكسيد النيتروجين، وثاني أكسيد الكبريت، والكلور، وثاني أكسيد الكلور، والفوسفين، والأمونيا، وسيانيد الهيدروجين، والهيدروجين.
تستخدم أيضًا أجهزة تحليل بخار الزئبق.
تستخدم مستشعرات الغاز الكهروكيميائية غشاءً مساميًا، عادةً PTFE أو نظام الشعيرات، الذي يسمح للغاز بالانتشار في الخلية التي تحتوي على المنحل بالكهرباء السائل أو الهلام والأقطاب الكهربائية، مما يسبب حدوث تغيُّر في الجهد الكهروكيميائي بين الأقطاب الكهربائية.
نظرًا إلى متطلبات الطاقة المنخفضة وصغر الحجم، يمكن استخدامها في الشاشات الشخصية التي تحتوي على وظائف مقياس الجرعات والإنذار
يمكن لكاشفات التأين الضوئي مراقبة المواد الكيميائية باستمرار، ولكن لا يمكنها التعرف عليها.
تستخدم أجهزة قياس ضوء الهباء الجوي تشتت الضوء طريقةً للكشف، وعادةً تكون أخف وزنًا وأكثر صلابة ولها قراءات مستمرة، مقارنة بشاشات الهباء الجوي الأخرى ذات القراءة المباشرة.
لا تستطيع أجهزة قياس الضوء عمومًا التمييز بين أنواع مختلفة من الهباء الجوي، ويمكن أن يطغى الغبار وقطرات الماء على قراءات الهباء الجوي المستهدف.
بالنسبة إلى القياسات الكمية، من الضروري المعايرة باستخدام الهباء الجوي المماثل في معامل الانكسار وحجم الجسيمات لتلك التي يجري قياسها.
بالنسبة إلى عوامل الحرب الكيميائية، يمكن استخدام مطياف حركة الأيونات، وأجهزة استشعار الموجات الصوتية السطحية، ومقاييس الطيف الكتلي للكتلة (GC / MS) المثبتة على شاحنة أو المحمولة.
أجهزة GC / MS المحمولة قادرة على اكتشاف المواد بمستوى أجزاء من المليار إلى أجزاء لكل تريليون، متضمنةً المخدرات والمتفجرات والمواد الكيميائية الصناعية الخطرة وعوامل الحرب الكيميائية.
بالنسبة إلى العوامل البيولوجية، يمكن أن تشير بعض الأدوات إلى وجود مادة بيولوجية، مثل محللات الجسيمات، ومقاييس الفلور للحمض النووي، ومقاييس الإضاءة لـ ATP، ومقاييس الألوان للبروتينات.

## أخذ العينات
يمكن جمع العينات من طريق كيس أخذ عينات من الغاز أو المرشح (الفلتر) أو أنبوب المواد الماصة أو المسح.
غالبًا يجري اختيار طريقة أخذ العينات لتتناسب مع طريقة التحليل المطلوبة.
تسحب مضخات أخذ عينات الهواء الشخصية الهواءَ إلى أنبوب الفحم أو مرشح كاسيت للتحليل المختبري فهي أكثر دقة من الطرق الأخرى، ولكنها أكبر حجمًا للارتداء وتتطلب معرفة أكثر تخصصًا لاستخدامها.